# Stadionul Central–Academia Gheorghe Hagi
Stadionul Central–Academia Gheorghe Hagi (w latach 2015–2021 Stadionul Viitorul) – stadion piłkarski w Ovidiu (Rumunia), otwarty 5 września 2015, stanowiący część 7-hektarowego kompleksu sportowego akademii futbolowej Gheorghe Hagiego. Jego trybuny posiadają 4545 miejsc. W latach 2015–2021 domowy obiekt Viitorulu Konstanca, a od lipca 2021 r. – Farulu Konstanca.